# Marion Droz Vincent
Marion Droz Vincent (Pontarlier, 8 gennaio 2008) è una combinatista nordica francese.

## Biografia
Marion Droz Vincent, attiva dall'agosto del 2021, ha esordito in Coppa del Mondo il 31 gennaio 2025 a Seefeld in Tirol (27ª) e ai Campionati mondiali a Trondheim 2025, dove si è classificata 25ª nel trampolino normale, 28ª nella partenza in linea e 6ª nella gara a squadre mista.

## Palmarès

### Coppa del Mondo
- Miglior piazzamento in classifica generale: 37ª nel 2025